# جيل لارسون
جيل لارسون (بالإنجليزية: Jill Larson)‏ هي ممثلة أمريكية، ولدت في 7 أكتوبر 1947 بمنيابولس في الولايات المتحدة.

## أعمال

### أفلام
- (2010) جزيرة شاتر[5][6]
- (2014) اختطاف دبورا لوجان

### مسلسلات
- ربات بيوت يائسات

## وصلات خارجية
- جيل لارسون على موقع IMDb (الإنجليزية)
- جيل لارسون على موقع ألو سيني (الفرنسية)
- جيل لارسون على موقع أول موفي (الإنجليزية)
- جيل لارسون على موقع قاعدة بيانات برودواي على الإنترنت (الإنجليزية)
- جيل لارسون على موقع قاعدة بيانات الأفلام السويدية (السويدية)
- جيل لارسون على موقع قاعدة بيانات الفيلم (الإنجليزية)
- جيل لارسون على موقع كينوبويسك (الروسية)